# Сімлемба
Сімле́мба (англ. Simlemba) — традиційна громада у складі дистрикту Касунгу Центрального регіону Малаві.
Населення — 40406 осіб (2018).